# Base aérienne avancée

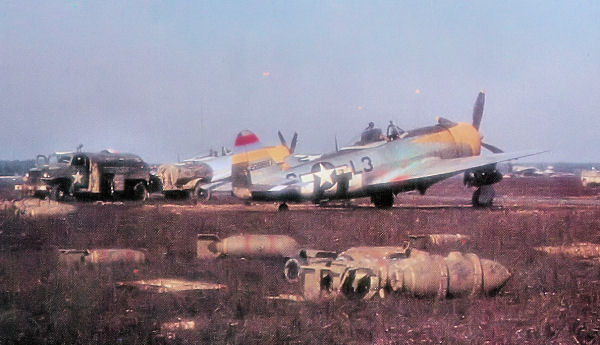
Une base avancée américaine en Belgique, fin de la Seconde Guerre mondiale

Une base aérienne avancée ou terrain d'aviation avancé, est un terrain d'aviation militaire temporaire utilisé pour le ravitaillement et le réarmement d'unités aériennes en temps de guerre. Elle est ainsi appelée  pour sa position avancée, c'est-à-dire proche de la ligne de front, et non pour ses installations avancées, un tel terrain d'aviation ne comporte généralement pas d'unités complètes de maintenance et d'entretien des aéronefs, et n'offre pas le confort et la sécurité d'une base aérienne ordinaire. Les aérodromes avancés peuvent être soumis à l'observation et aux attaques de l'ennemi qui peut s'en emparer.
Contrairement aux aérodromes permanents conçus pour le bombardement stratégique, les aérodromes de combat tactique  étaient des aérodromes temporaires, souvent improvisés, destinés à être utilisés par les forces aériennes tactiques pour soutenir l'avancée des armées terrestres engagées sur le champ de bataille. Une fois la ligne de front hors de portée des avions, les groupes et escadrons se déplaçaient vers des bases aériennes avancées nouvellement aménagées  plus proches des forces terrestres et laissaient celles de l'arrière pour d'autres utilisations de soutien, ou les abandonnaient tout simplement.